# Číčov
Číčov (ungarisch Csicsó) ist eine Gemeinde in der südlichen Slowakei im Okres Komárno.
Sie liegt in der Donauebene (Podunajská rovina) auf einer Höhe zwischen 111 und 114 Metern im südöstlichen Teil der Schüttinsel nahe der Donau und der Grenze zu Ungarn. Die Bezirksstadt Komárno liegt etwa 22 Kilometer östlich des Ortes. Mehr als 90 Prozent der Einwohner sind Ungarn. Die Gemeinde gliedert sich in den Hauptort sowie die Ortslagen Kéč (Kécs puszta) und Krížový Dvor (Kereszt majer).

## Geschichte
Die Ortslage ist schon in der Jungsteinzeit, zur Zeit der Skythen, Römer und Quaden ein Siedlungsplatz gewesen. 1172 wurde er erstmals schriftlich als Sysou erwähnt. 1526 wurde der Ort von den Türken besetzt, diese blieben 150 Jahre die Herrscher. Bis 1918 gehörte der Ort dann zum Königreich Ungarn (im Komitat Komorn), danach kam er zur neu entstandenen Tschechoslowakei. Nach dem Ersten Wiener Schiedsspruch kam er 1938 bis 1945 abermals zu Ungarn, seither gehört das Dorf zur Tschechoslowakei beziehungsweise seit 1993 zur Slowakei.

## Bevölkerung
| Jahr                | 1994 | 2004    | 2014    | 2024    |
| ------------------- | ---- | ------- | ------- | ------- |
| Anzahl der Personen | 1373 | 1359    | 1267    | 1186    |
| Unterschied         |      | −1,01 % | −6,76 % | −6,39 % |

| Jahr                | 2023 | 2024    |
| ------------------- | ---- | ------- |
| Anzahl der Personen | 1192 | 1186    |
| Unterschied         |      | −0,50 % |

## Sehenswürdigkeiten
- klassizistisches Schloss von 1776, im 2. Viertel des 19. Jahrhunderts äußerlich umgestaltet. Der Besitz gehörte seit Mitte des 17. Jahrhunderts den Grafen Zichy von Zich und Vásonykeö und später bis 1945 den Grafen Kálnoky von Kőröspatak; danach als Schule genutzt, heute wieder im Besitz der Familie Kálnoky.
- römisch-katholische Kirche Panny Márie Nanebovzatej aus dem Jahr 1660
- klassizistische reformierte Kirche von 1784
- ehemaliges Kloster von 1889, seit 2021 wieder besiedelt von einer missionarische Priestergemeinschaft[4]

Nahe der Gemeinde befindet sich das Naturschutzgebiet Číčovské mŕtve rameno, welches sich um einen toten Donauarm mit Auwäldern herum erstreckt.

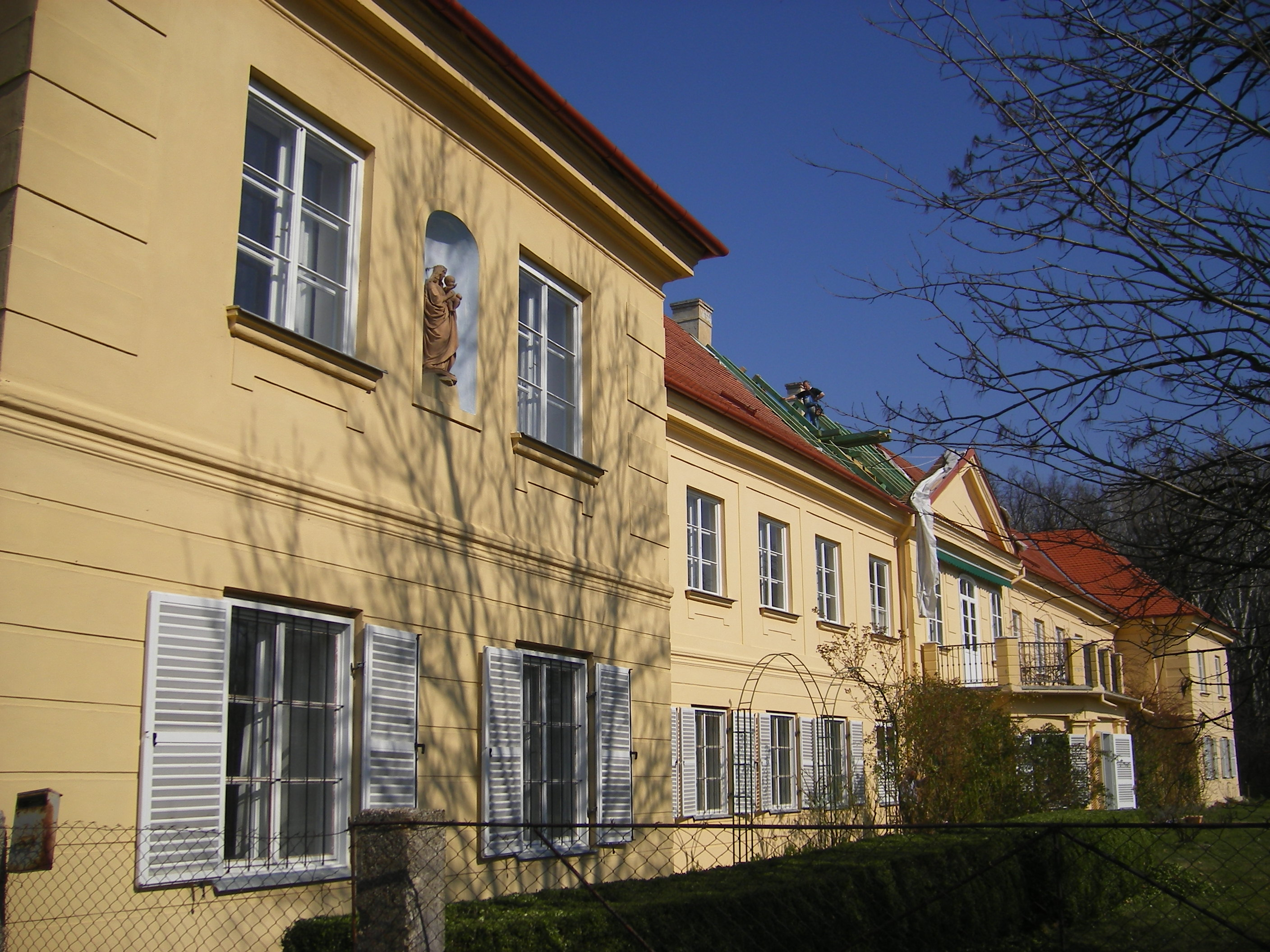
Das Schloss
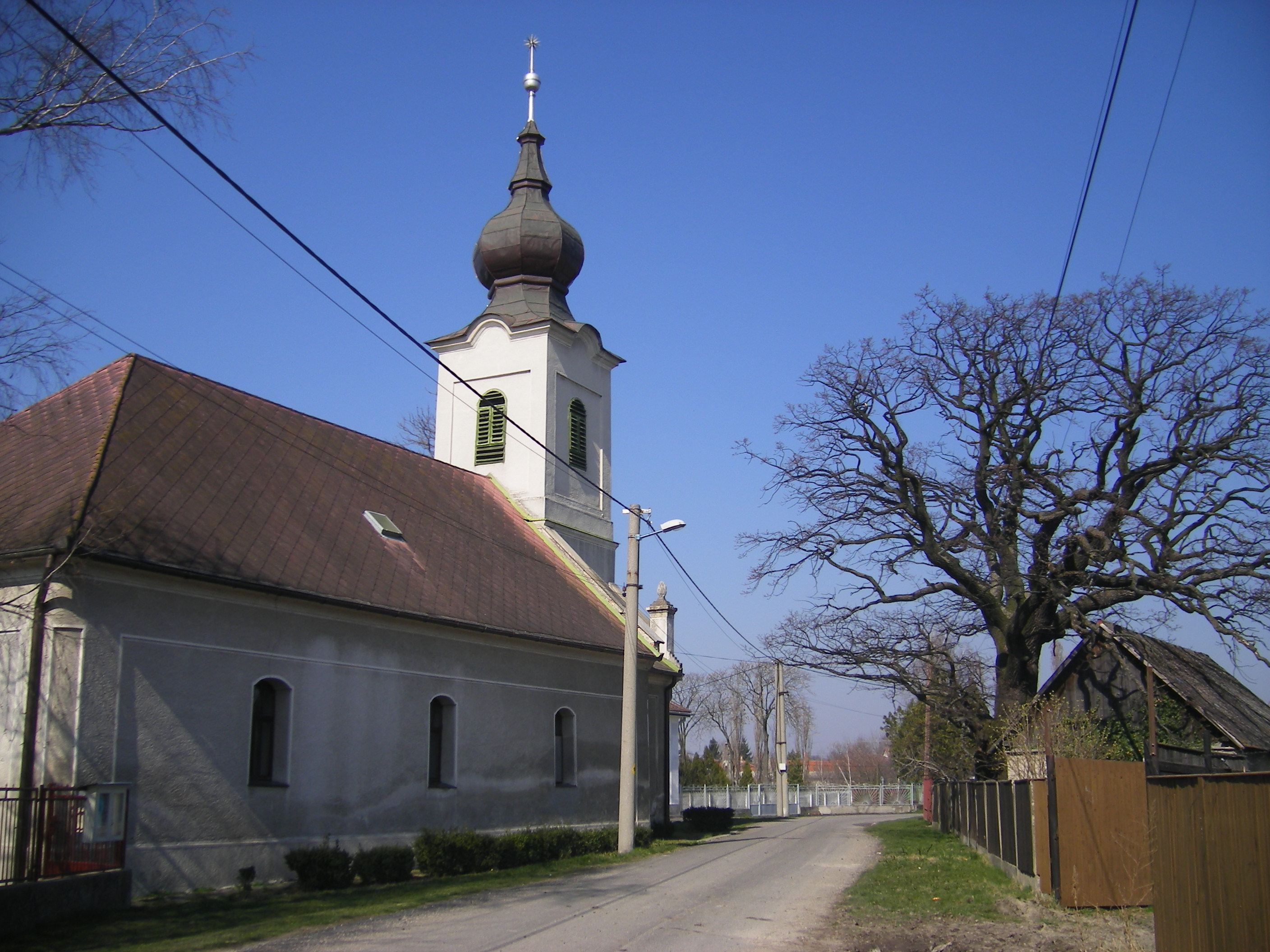
Evangelische Kirche
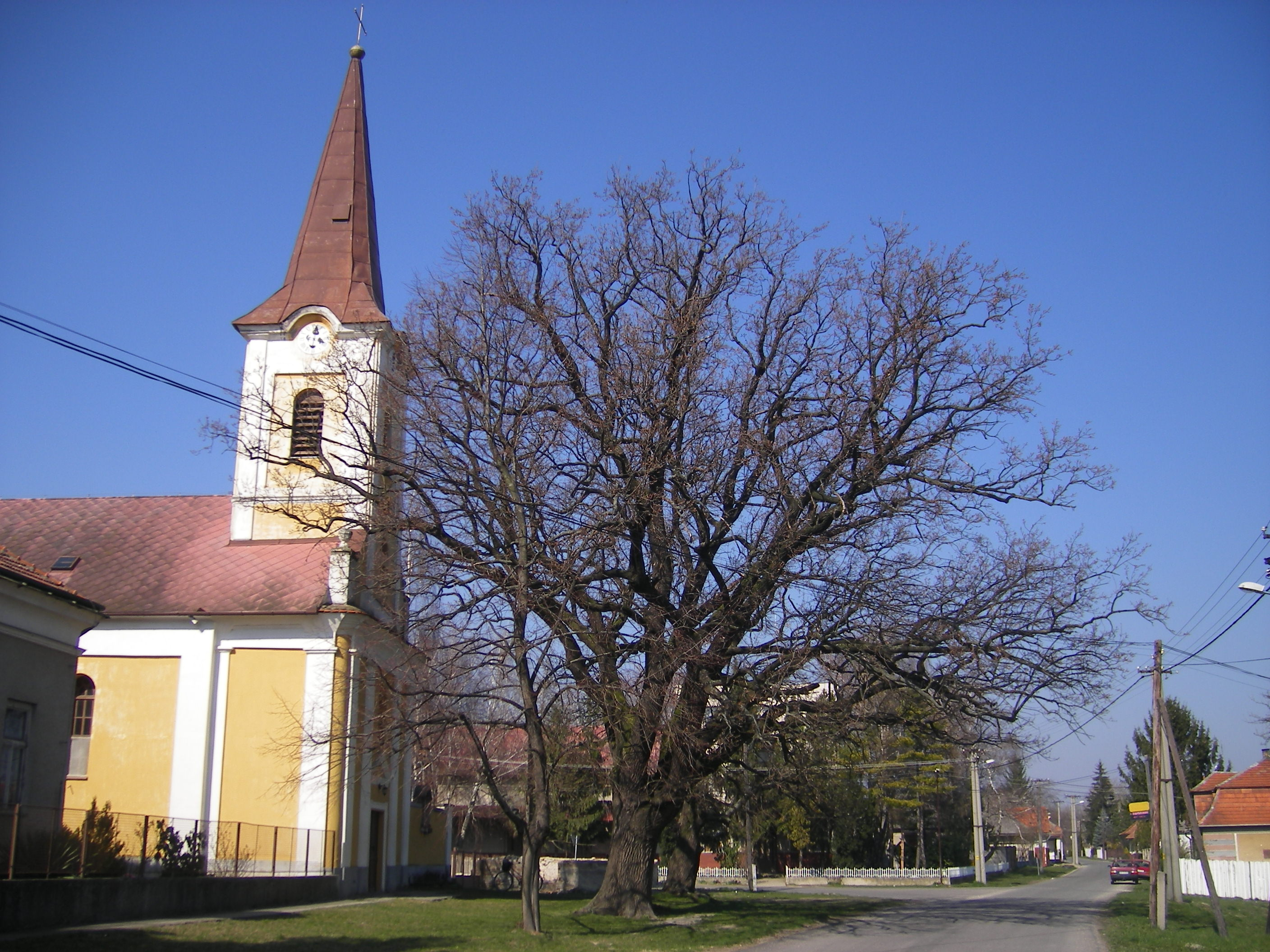
Katholische Kirche